# ГАЗ-05-193
ГАЗ-05-193 — советский армейский штабной автобус малого класса на шасси грузовиков ГАЗ-ААА. На усиленной стальной штампованной лонжеронной раме лестничного типа в передней части крепились 4-ступенчатая коробка передач (четыре скорости вперёд и одна – назад) и бензиновый, рядный, четырехцилиндровый, нижнеклапанный двигатель с алюминиевыми поршнями цилиндров объемом 3,28 литра и мощностью 40 л.с. при 2200 об/мин. С 1938 получил двигатель в 50 л.с.

С 1942 года выпускался упрощённый вариант штабного автобуса без бампера, с одной фарой и деревянной обшивкой.
Всего по разным данным было выпущено от 237 до 1952 машин. В коллекции Игоря Шишкина "Военный ангар" хранится ходовой отреставрированный экземпляр этого автобуса.